# Petr Zíka
Petr Zíka (* 1. července 2006 Sedlec) je český fotbalový záložník a mládežnický reprezentant nastupující za AC Sparta Praha B.

## Kariéra
S fotbalem začínal v Českých Budějovicích. Prošel mládežnickými kategoriemi týmů TJ Sedlec, AC Sparta Praha a budějovického Dynama, ve kterém zůstal a probojoval se do A-týmu. S klubem v červenci prodloužil smlouvu.
Premiéru v první lize si odbyl na začátku března 2024 proti Mladé Boleslavi. V zápase rovněž vstřelil svůj první gól.
Za Dynamo nastupoval pravidelně až do ledna 2025, kdy přestoupil do pražské Sparty a začal hrát za tamní B-tým.

### Reprezentace
Pravidelně se účastní mládežnických reprezentačních výběrů.